# Guagua (Pampanga)
Guagua (pampango: Wáwâ) es un municipio de la provincia de la Pampanga en Filipinas.

## Demografía
Los inmigrantes chinos han sido una parte integral de Guagua desde hace siglos, grupo que se integró con la población nativa de la zona. En el siglo XVIII se refugiaron en el municipio durante la breve Ocupación británica de Manila por conspirar con los invasores en el conflicto conocido como Alzamiento de Guagua. Como en otras partes de Filipinas, la población está formada por descendientes de nativos, chinos y en menor medida de otras nacionalidades.

## División administrativa
Guagua se subdivide administrativamente en 31 barangayes, agrupados en cuatro distritos:
| - Población - Bancal - Plaza Burgos - San Nicolás I - San Pedro - San Rafael - San Roque - Santa Filomena - Santo Cristo - Santo Niño | - Pangulo - San Vicente - Lambac - Magsaysay - Maquiapo - Natividad - Pulungmasle - Rizal - Ascomo - Abad-Santos | - Loción - San Pablo - San Juan - San José - San Matías - San Isidro - San Antonio | - Betis - San Agustín - San Juan Bautista - San Juan Nepomuceno - San Miguel - San Nicolás II - Santa Inés - Santa Úrsula |